# Thomas Lang (Schlagzeuger)

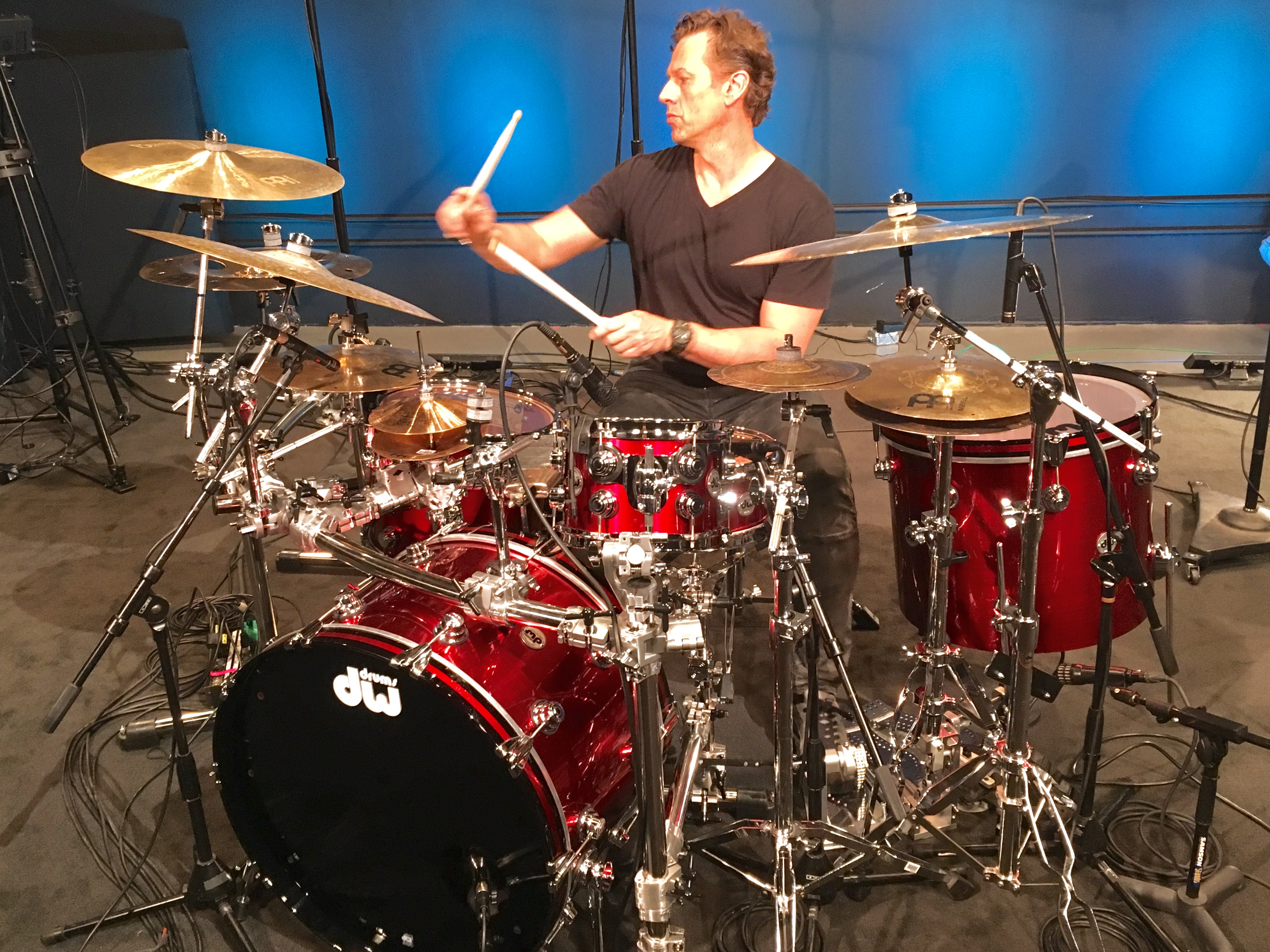
Thomas Lang, Drum Channel, 2018

Thomas Lang (* 5. August 1967 in Stockerau) ist ein österreichischer Schlagzeuger.

## Leben
Thomas Lang begann im Alter von fünf Jahren Schlagzeug zu spielen. Nach einiger Zeit privaten Unterrichts studierte er Schlagzeug am Konservatorium der Stadt Wien, unter anderem bei Walter Grassmann, der ihm den Big-Band-Stil näherbrachte.
Von 1995 bis 2005 hat er mehr als 250 Alben sowie drei DVDs (Ultimatives Schlagzeug, Creative Control und Creative Coordination & Advanced Foot Technique) aufgenommen bzw. produziert. 
Er spielte unter anderem bei Erste Allgemeine Verunsicherung, Falco, Peter Gabriel, Paul Gilbert, Nik Kershaw, Asia, Gianna Nannini, Papermoon, Sugababes, Robbie Williams und Bonnie Tyler. Im Jazzbereich arbeitete er mit dem Vienna Art Orchestra („A Centenary Journey“, 2000) und „Obsession“ sowie mit den Gruppen von Wolfgang Schalk und Stella Jones.
Legendär ist der Auftritt auf dem 10. Wiener Donauinselfest am 27. Juni 1993 vor mehr als 150.000 Fans, Thomas Lang trat dort zusammen mit Falco, Thomas Rabitsch (Keyboard), Bernhard Rabitsch (Keyboard, Trompete, Perkussion), Peter Paul Skrepek (Gitarre) und Bertl Pistracher (E-Bass) auf. Ein starker Gewitterschauer führte zu teilweiser Überschwemmung der Bühne und letztlich zum Ausfall des Equipments. Davor war bereits während des Songs Nachtflug durch einen Blitzschlag der Strom kurzzeitig ausgefallen. Das Konzert wurde 2004 unter dem Titel L.I.V.E. Donauinsel als DVD veröffentlicht.
1996 erschien seine erste Solo-CD Mediator, auf der er u. a. mit Falco, Mike Majzen und Conrad Schrenk zusammenarbeitete. 2006 erschien seine zweite Solo-CD Something along those lines, die er über einen Zeitraum von vier Jahren in London eingespielt hatte.
Seine Musik erscheint bei seinem eigenen Label MUSO Entertainment, das er 2004 gründete.
Als einer von sieben Schlagzeugern wurde er im Oktober 2010 von der Band Dream Theater zum Vorspielen geladen, um einen Nachfolger für Mike Portnoy zu finden, der die Band im September 2010 verlassen hatte. Auf der Bonus-DVD der 2011 veröffentlichten A Dramatic Turn of Events ist der Film über die Proben und Vorspielen enthalten.
Seit dem Jahr 2009 hat Thomas Lang ein Endorsement bei der kalifornischen Trommelmanufaktur DW Drums. Zuvor spielte er für das in Bad Berleburg ansässige Unternehmen Sonor. Außerdem hat er seit vielen Jahren ein Endorsement bei der Firma Meinl Cymbals, mit der er eine eigene Beckenserie entwickelte. Außerdem spielt er sein eigenes Signature-Stick-Modell von Vic Firth.
Weitere Endorser sind Remo, Roland V-Drums, Ahead Armour Cases, Puresound Snare Wires, und Audix Mikrophone.
Lang spielt neben Schlagzeug auch Klavier, Bass und Gitarre. Er lebt in Los Angeles, USA.

## Auszeichnungen
- 1999: Best studio drummer (Rhythm magazine)
- 2001: Best studio drummer (Rhythm magazine)
- 2002: Best pop drummer, Best all-around drummer (Rhythm magazine)
- 2002: Best drummer (Drums and Percussion magazine)
- 2003: Best clinician (Modern Drummer magazine)
- 2004: Best DVD, Best clinician runner up, Best drummer runner-up (Modern Drummer magazine)
- 2004: Best DVD, Best new signature product, Best drummer (Drummer magazine). Best studio drummer (Rhythm magazine)
- 2004: Best recorded drum performance (Sticks magazine)
- 2005: Best pop drummer, Best Clinician, Best Solo Drum performance (Rhythm magazine).
- 2005: Best DVD, Best all around drummer, Best drum event (Drummer magazine)
- 2005: Best drum clinician, Best drumming video/DVD (Drum! Magazine)
- 2006: Best DVD, Best drummer (Rhythm magazine)
- 2007: Best DVD, Best drummer (Rhythm magazine, Modern drummer magazine)
- 2007: Aurora Gold Award (Best Video Production)
- 2007: Best Clinician (Modern Drummer magazine)
- 2008: Best Clinician (Modern Drummer Magazine)
- 2008: Best Clinician (Drum! Magazine)
- 2024: Gläserner Leopold[3]